# Luis Díaz
Luis Fernando Díaz Marulanda (født 13. januar 1997), er en professionel colombiansk fodboldspiller, der spiller som kantspiller for FC Bayern München i Bundesligaen og for Colombias fodboldlandshold.
Díaz startede sin professionelle karriere i den colombianske anden division hos Barranquilla, før han skiftede til Atlético Junior og vandt Categoría Primera A, en Copa Colombia og en Superliga Colombiana. I 2019 skiftede han til Porto for en rapporteret sum af €7 millioner, hvor han vandt to mesterskaber i Primeira Liga og Taça de Portugal samt en Supertaça Cândido de Oliveira. Efter at have scoret 14 mål i 18 kampe i første halvdel af 2021-22 sæsonen skrev Liverpool kontrakt med ham for en pris på €45 millioner (£37.5 millioner). Han vandt EFL Cup og FA Cup i sin første sæson og blev kåret til kampens spiller i FA Cup-finalen.
Díaz debuterede for Colombias landshold i 2018 og har spillet over 30 kampe for sit land. Han hjalp holdet med at opnå en tredjeplads ved Copa América i 2021 og blev tildelt Golden Boot som fælles topscorer i turneringen sammen med Argentinas Lionel Messi.

## Klubkarriere

### Atlético Junior
Díaz blev født i Barrancas, La Guajira og begyndte at spille fodbold i en alder af seks år. Han gik under navnet "Luchito" og deltog i en lille fodboldskole, der blev drevet af hans far. I 2014 deltog han i en åben prøve afholdt af Atlético Junior og imponerede nok til at blive en del af klubbens ungdomshold. Han blev udvalgt til Colombias 22-mands trup til 2015 Copa Americana de Pueblos Indígenas på grund af sin Wayuu-etnicitet. Efter at have imponeret under turneringen, blev han en del af Atlético Juniors seniorhold i 2016. På grund af Diaz 'slanke krop og potentielt underernærede udseende, fik han en diætplan af Barranquilla for at tage 10 kg på.
Díaz lavede sin debut for Atlético Junior den 26. april 2016, hvor han kom på banen som en andenhalvlegs erstatning i et 2-1 Categoría Primera B nederlag mod Deportivo Pereira. Hans første mål kom den 14. maj, hvor han scorede vinderen i en 2-1 sejr over Cúcuta Deportivo.
Den 6. juni 2017 blev Diaz, efter at have gjort sin debut på førsteholdet i årets Copa Colombia, forfremmet til Juniors førstehold. Han lavede sin Categoría Primera A debut den 27. august, da han erstattede Matías Mier i et 3-2 nederlag til Once Caldas, og scorede sit første mål den 20. september i en 3-1 Copa Sudamericana hjemmesejr mod Cerro Porteño.
Diaz blev en regelmæssig starter i løbet af 2018-sæsonen og scorede sit første mål i den øverste række den 4. februar samme år, da han scorede kampens eneste i en hjemmesejr over Atlético Bucaramanga. Han tilføjede også to mål mod Once Caldas, Atlético Huila og Rionegro Águilas og sluttede sæsonen med 16 mål i alt.

### Porto

#### Transfer
Den 10. juli 2019 underskrev Diaz en femårig kontrakt med den portugisiske klub FC Porto, hvor klubben købte 80% af hans økonomiske rettigheder for en pris på € 7 millioner. Zenit Skt. Petersborg havde også ønsket at underskrive ham, men han blev overbevist af landsmand og tidligere Porto-spillere Radamel Falcao og James Rodríguez samt hans daværende landstræner Carlos Queiroz. Diaz indrømmede også, at han før sin Porto-overgang havde underskrevet en pre-kontrakt med Cardiff City, men flytningen blev aldrig til noget.

#### 2019–21: Udvikling og tilpasning til Portugal
Díaz lavede sin debut den 7. august i en 1-0 sejr over Krasnodar i UEFA Champions League første kvalifikationsrunde, hvor han blev skiftet ind i det 55. minut for Romário Baró. Seks dage senere scorede han sit første mål i returkampen mod Krasnodar, selvom Porto tabte 3-2 på Estádio do Dragão. I den hjemlige Primeira Liga debuterede han den 10. august som indskiftet spiller i et 2-1 nederlag til Gil Vicente. En uge senere scorede han sit første mål som starter i en 4-0 hjemmesejr over Vitória de Guimarães.
I sin første sæson i Portugal spillede Díaz i alt 50 kampe og scorede 14 mål, mens Porto vandt ligaen og Taça de Portugal. I finalen i sidstnævnte turnering blev han udvist efter 38 minutter i en 2-1 sejr over Benfica på Estádio Cidade de Coimbra.
Den 23. december blev Díaz skiftet ind i det 77. minut i 2020 Supertaça Cândido de Oliveira mod Benfica, og scorede til bekræftelse af en 2-0 sejr. Han blev dog udvist den 10. februar i en 1-1 uafgjort kamp mod Braga i en cup-semifinale for at have brækket David Carmos ben ved et uheld.

#### 2021–22: Gennembrud og afgang
I sæsonen 2021-2022 scorede Díaz i en 1-1 uafgjort kamp mod Sporting CP og scorede det eneste mål i en 1-0 sejr over A.C. Milan i UEFA Champions League. Han nåede fem mål i sine første seks ligakampe og blev udnævnt til Primeira Ligas månedens spiller i oktober og november samt månedens angriber i december. Han blev også kåret som månedens angriber for den anden måned i træk i december, hvor han scorede fire mål og leverede tre assists.

### Liverpool
Díaz skiftede halvvejs i sin sidste sæson fra Porto til Liverpool, hvor han debuterede den 6. februar som indskiftet spiller i en FA Cup-kamp mod Cardiff City. Han scorede sit første mål for Liverpool den 19. februar i en 3-1 sejr over Norwich City, og spillede i EFL Cup-finalen, som Liverpool vandt på straffespark den 27. februar. Han scorede også i en 3-1 sejr over Benfica i kvartfinalen i Champions League. Han blev udnævnt til kampens spiller i FA Cup-finalen, som Liverpool vandt 6-5 på straffespark, efter en målløs kamp. Han blev skiftet ud i det 42. minut i en kamp mod Arsenal på grund af en skade den 9. oktober 2022.

## Landsholdet
Efter at have spillet for Colombia på U20-niveau i det sydamerikanske U20-mesterskab i 2017, blev Díaz udtaget til det colombianske landshold den 27. august 2018 til venskabskampe mod Venezuela og Argentina. Han fik sin debut på det fulde landshold den 11. september samme år i en kamp mod Argentina, hvor han erstattede Juan Cuadrado. Díaz scorede sit første mål for landsholdet i en venskabskamp mod Sydkorea den 26. marts 2019. Han var også med i truppen til Copa América 2019 i Brasilien og blev igen udtaget til holdet til Copa América i 2021. I turneringen scorede han tre mål, heriblandt det afgørende mål i Colombias sejr over Peru i tredjeplads-kampen. Han endte som fælles topscorer i turneringen sammen med Lionel Messi.

## Privatliv
Díaz' bror, Jesús, er også en professionel fodboldspiller og spiller i øjeblikket for Porto B. Díaz selv har Wayuu-afstamning og er dermed den første indfødte colombianer til at repræsentere Colombia på fodboldbanen.